# Biharnagybajom
Biharnagybajom (ehemals Nagy-Bajom) ist eine ungarische Großgemeinde im Kreis Püspökladány im Komitat Hajdú-Bihar.

## Geografie
Biharnagybajom grenzt an das Komitat Békés und an folgende Gemeinden:
| Sárrétudvari | Báránd                                      |          |
|              | Kompassrose, die auf Nachbargemeinden zeigt | Nagyrábé |
|              | Füzesgyarmat (BE)                           |          |

## Geschichte
Erste schriftliche Erwähnung im Jahre 1215 im Váradi Regestrum.

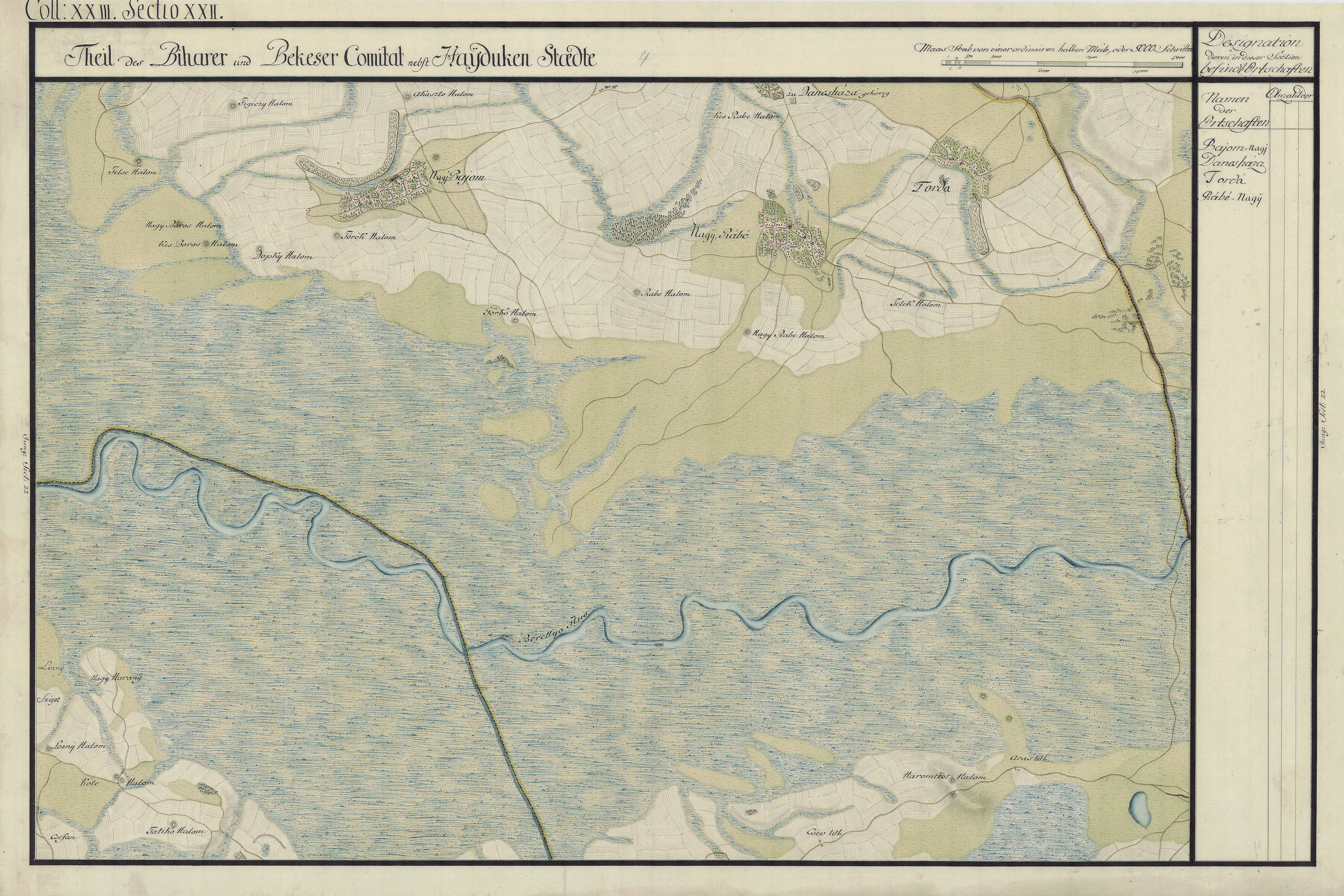
Nagj Bajom (links oben) um 1782 (Aufnahmeblatt der Josephinischen Landesaufnahme)
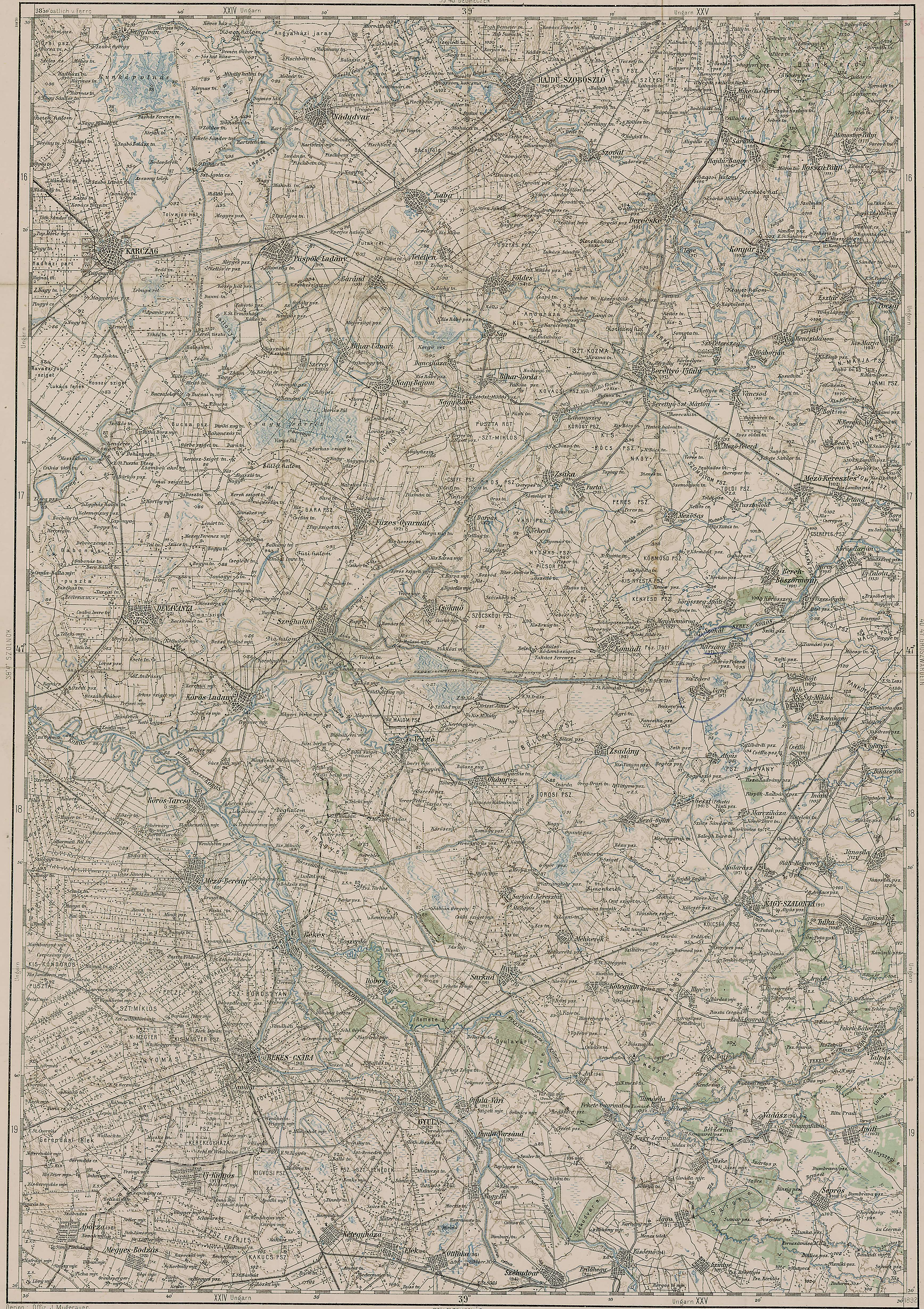
Nagy-Bajom (N 47° 13'; O 38° 54') um 1892 (Aufnahmeblatt der Franzisco-Josephinischen Landesaufnahme)

## Persönlichkeiten
- Sándor Szűcs  (1903–1982), Ethnograph und Schriftsteller

## Sehenswürdigkeiten
- András-Miskolci-Nagy-Büste, erschaffen von Lajos Győrfi
- György-Dózsa-Büste (Dózsa György mellszobra)
- 1848/1849er-Denkmal (1848-49-es emlékmű)
- 1956er-Denkmal (1956-emlékmű), erschaffen von Ádám Győrfi
- Reformierte Kirche, erbaut Mitte des 18. Jahrhunderts
- Sándor-Szűcs-Gedenkhaus (Szűcs Sándor Emlékház)
- Skulptur Bajomi vitézek
- Sowjetisches Soldatendenkmal mit Grabstätten (Szovjet hősi emlékmű és katonai sírok)

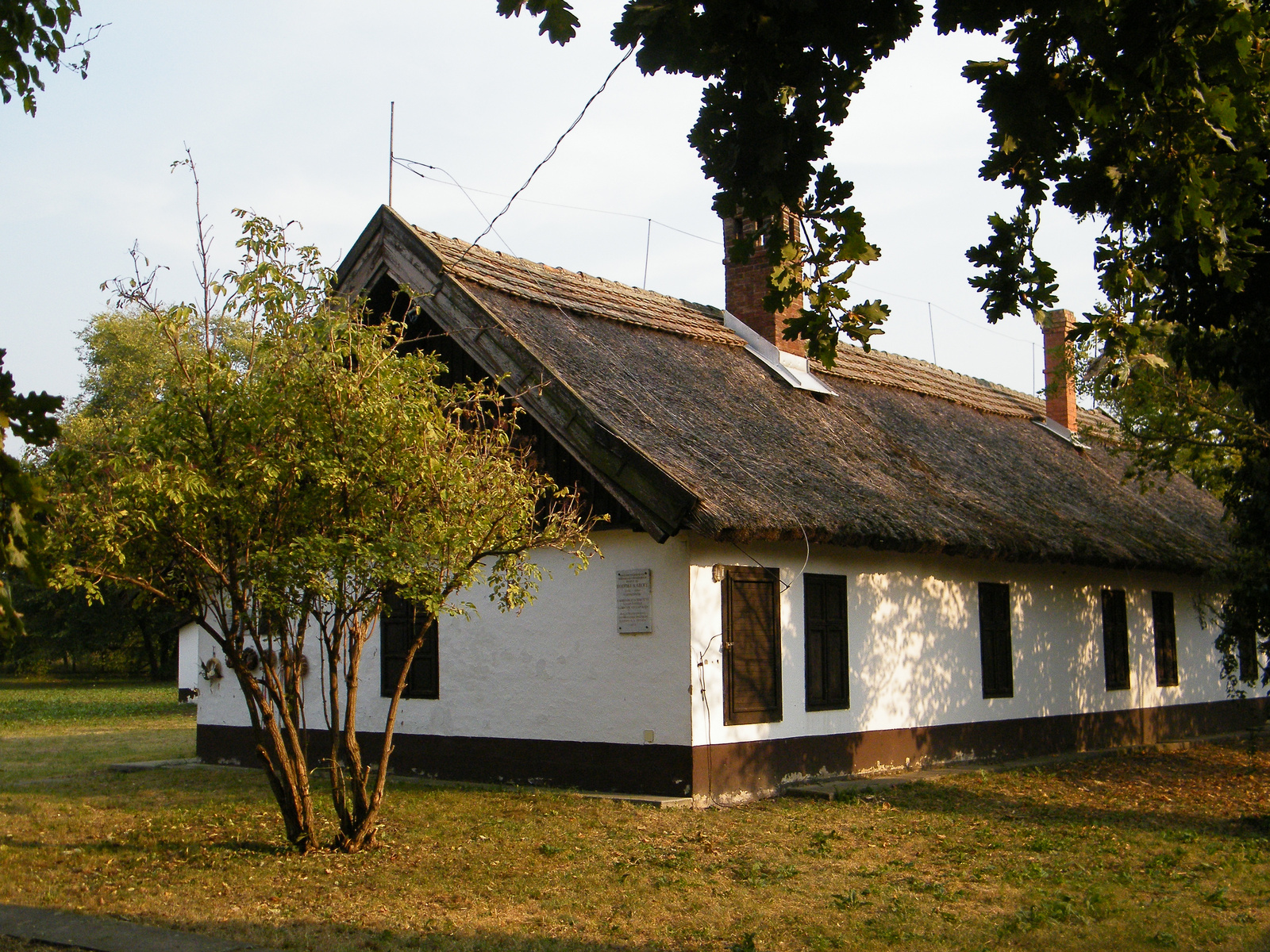
Sándor-Szűcs-Gedenkhaus
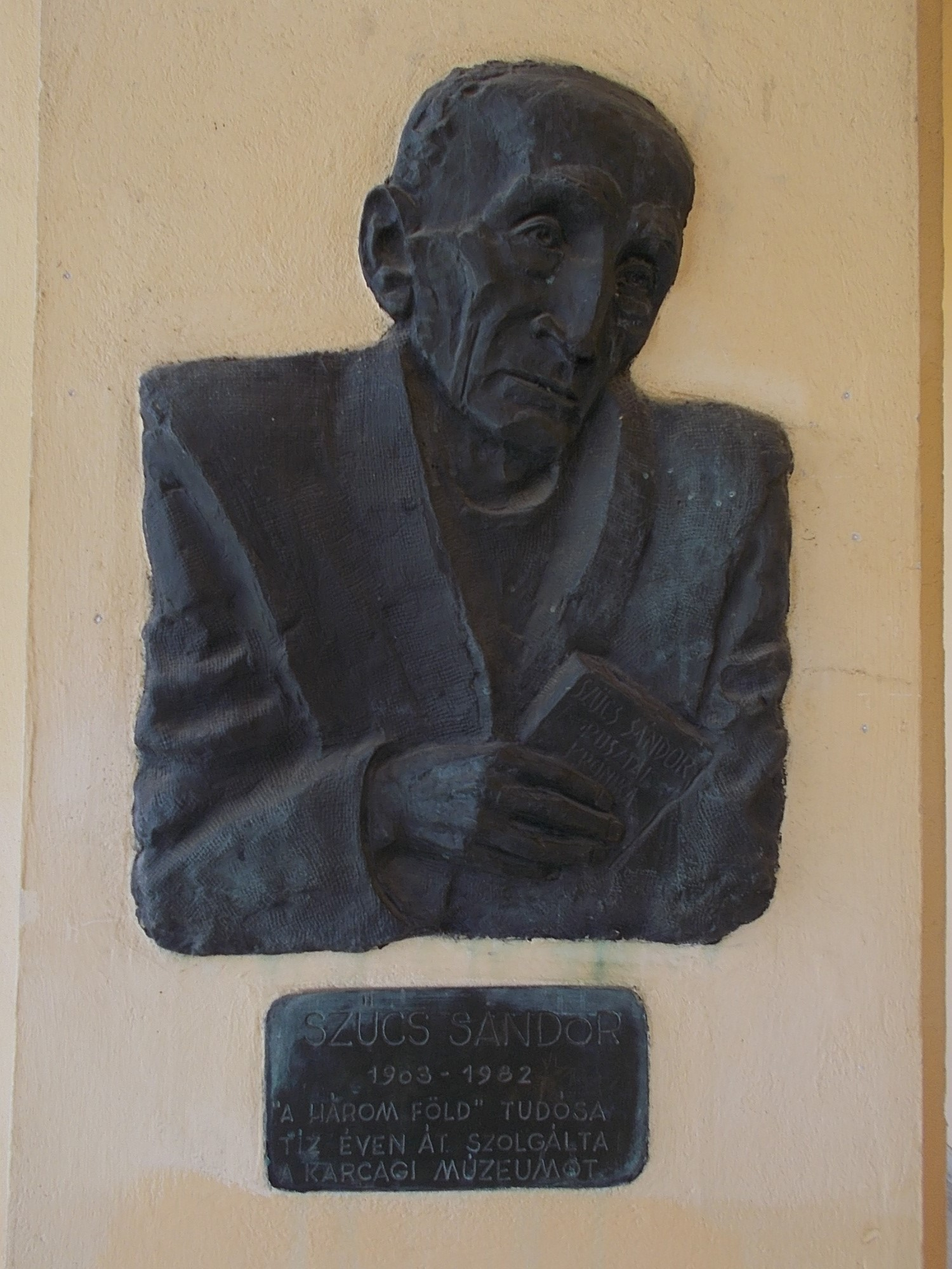
Reliefgedenktafel von Sándor Szűcs
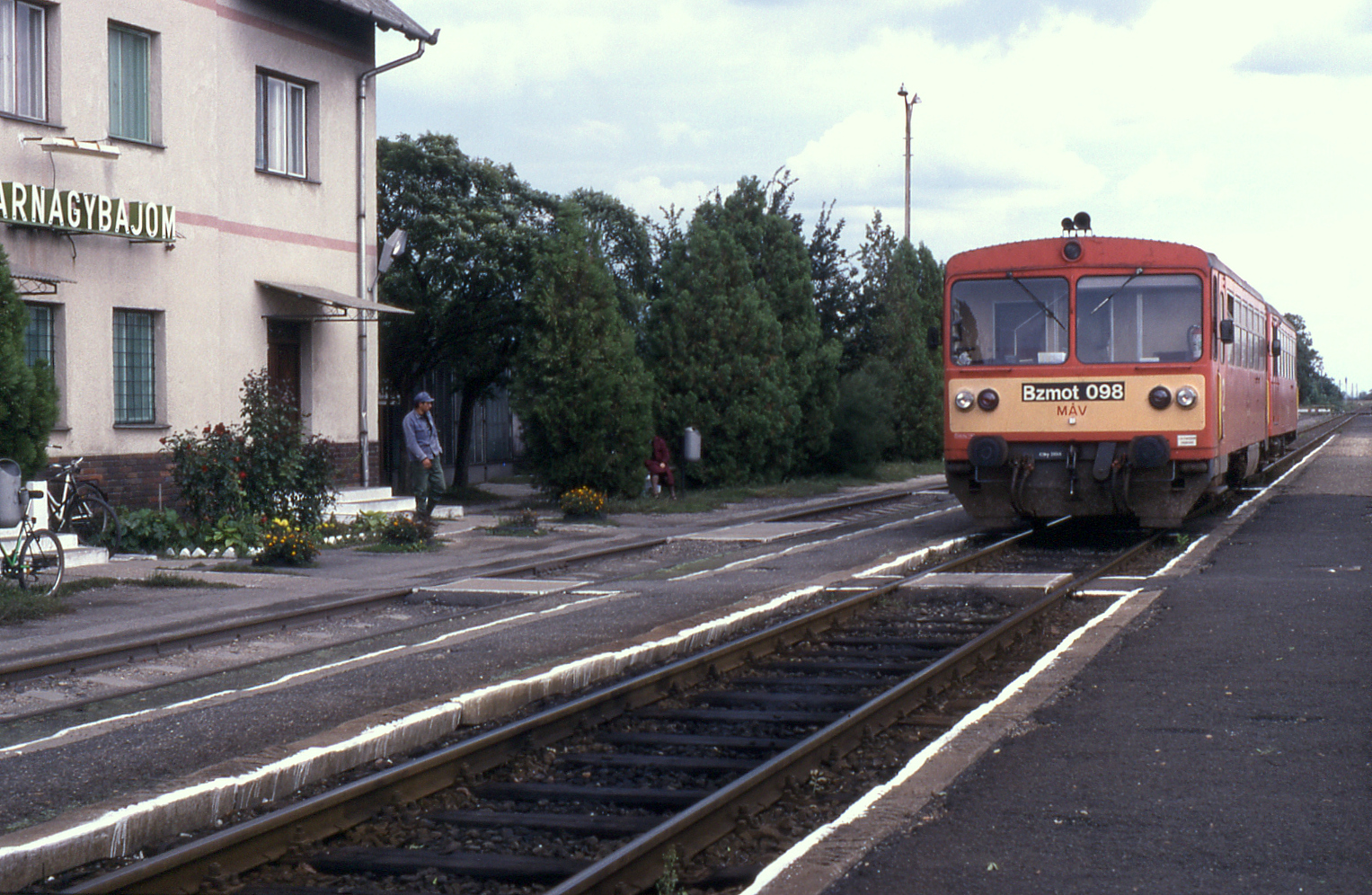
Schienenbus am Bahnhof von Biharnagybajom

## Verkehr
In Biharnagybajom treffen die Landstraßen Nr. 4212 und Nr. 4213 aufeinander. Es bestehen Busverbindungen über Sárrétudvari nach Püspökladány sowie über Nagyrábé, Bihartorda und Bakonszeg nach Berettyóújfalu. Außerdem ist die Großgemeinde angebunden an die Eisenbahnstrecke von Püspökladány nach Szeghalom.